# Lasioptera trilobata
Lasioptera trilobata är en tvåvingeart som beskrevs av Jean-Jacques Kieffer 1909. Lasioptera trilobata ingår i släktet Lasioptera och familjen gallmyggor. Inga underarter finns listade i Catalogue of Life.